# HQ-26
Хунци-26 или HQ-26 (кит. упр. 红旗二十六, пиньинь hóngqí èrshíliù, палл. хунци эр ши лю, буквально: «Красное знамя-26») — Китайский ЗРК большой дальности, разработанный на базе ЗРК HQ-9 и предназначенный для оснащения перспективного эсминца проекта 055 ВМС Китая.
Ввиду традиционной закрытости информации о китайских системах ПВО, сведения о комплексе HQ-26 отрывочны. О разработке HQ-26 известно с 2000 года благодаря рамочному документу, опубликованному китайской аэрокосмической корпорацией CASC, согласно которому комплекс находился в разработке около десяти лет в CAST, дочерней компании CASC. Согласно этому документу, HQ-26 представляет собой «высокую заатмосферную» баллистическую противоракетную систему корабельного базирования. На терминальном участке траектории маневрирование ракеты обеспечивается твердотопливным двигателем с двойным импульсом.
С момента публикации этого документа в 2000 году комплекс открыто упоминался только один раз на веб-сайте Центра экологического мониторинга провинции Шэньси. Последний в марте 2014 года участвовал в проекте разработки твердотопливных двигателей для HQ-19 и HQ-26. Вскоре отчет был удален с сайта.
Технические характеристики ракеты и степень завершённости проекта  точно неизвестны. По непроверенным данным 1-я и 2-я ступени ракеты будут иметь диаметр 700 мм, а 3-я ступень —  400 мм.
В марте 2013 года был объявлен тендер на двухимпульсный двигатель третьей ступени, который выиграла 4-я Академия группы CASC, главным соперником которой была 6-я академия другой крупной китайской аэрокосмической группы CASIC. Поскольку двигатель 3-й ступени ракеты RIM-161 SM-3 (MK 136 TSRM) также является двигателем с двойным импульсом, предполагается, что характеристики ракеты будут сходны с SM-3.
Ракета комплекса HQ-26 по своим характеристикам близка к американской ЗУР SM-3, имеет дальность более 400 км и способна перехватывать баллистические ракеты средней дальности, а также объекты в ближнем космосе. Она оснащена двигателем двойного импульса с управляемым вектором тяги и подобно SM-3 имеет отделяемый перехватчик с инфракрасной системой наведения.
Сообщается, что в носовой части ракеты (подобно ракете MIM-104F американского ЗРК Patriot РАС-3) расположены более 100 микродвигателей, которые обеспечивают её прямое попадание в цель, однако официально эти характеристики ракеты не подтверждены. Предполагается, что при доработке HQ-26 будут использованы технологии российского комплекса С-400, соглашения о поставке которого в Китай подписаны в 2015 году. HQ-26 Может осуществлять перехват целей на высотах до 150 километров, что даёт возможность поражать даже низкоорбитальные спутники; уничтожать аэродинамические цели на расстояниях до 450 километров, и перехватывать цели движущиеся на скоростях в значительной мере превышающих гиперзвуковую скорость.